# Najstarsza Synagoga w Kaliszu
Najstarsza Synagoga w Kaliszu – pierwsza, prawdopodobnie drewniana synagoga, która znajdowała się w Kaliszu.
Synagoga została zbudowana dzięki przywilejowi króla Polski Kazimierza Wielkiego z 1358 roku. Nie jest znana dokładna jej lokalizacja. Wiadomo jedynie, że miała niewielką kopułę zwieńczoną gwiazdą Dawida. Użytkowana była do około 1659 roku, kiedy to kaliska gmina żydowska wykupiła plac na tzw. Rozmarku, gdzie stanęła nowa, murowana synagoga.